# میشل واترسون
میشل واترسون (انگلیسی: Michelle Waterson؛ زادهٔ ۶ ژانویهٔ ۱۹۸۶) مدل (شخص)، کاراته‌کا، ورزشکار هنرهای رزمی ترکیبی و بازیگر اهل ایالات متحده آمریکا است.